# Witte Klavervier

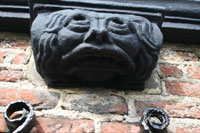
De sater geheel boven in de gevel

De Witte Klavervier is een rijksmonument aan de Koestraat in de binnenstad van de Nederlandse stad Zwolle. Het werd gebouwd ca. 1450, heeft zijn huidige vorm sedert omstreeks 1651, en is in 1971 onder Monumentenzorg gerestaureerd.

## Geschiedenis
De oudst bekende vermelding van de Coestraeten (Koestraat) is te vinden in een oorkonde van 21 december 1365, waarin ook de nabijgelegen Zassincpoorten (Sassenpoort) wordt genoemd.
Het huis op de hoek van de Koestraat en het Krommejak is voorzien van een trapgevel met fraaie smeedijzeren sierankers. In de topgevel bevindt zich een middeleeuwse sater, die over de brouwmeesters waakt. Sinds de zeventiende eeuw is het huis bekend als Witte Klaverenviere (Witte Klavervier).
Het hoekhuis, gelegen in de schaduw van de Sassenpoort (die herbouwd werd in 1409) heeft achter de vroeg-17e-eeuwse trapgevel een voor- en achterhuis dat teruggaat tot de 16e eeuw.
Vermoedelijk is de kern van het huis echter al veel eerder gebouwd, en wel naar alle waarschijnlijkheid in het midden van de 15e eeuw. In de loop der tijden is echter het oorspronkelijke hoge voorhuis met hoge schuine kap voorzien van een achterhuis aan het Krommejak.

### De smederij
In het vuurstedenregister over de jaren 1628-1641 staat vermeld dat zich in dit huis naast een schoorsteen ook nog een "panoven" of "smitte" - smederij - bevond. Dit gegeven stemt overeen met een vermelding uit het jaar 1600 in de rekening van de Michaëlkerk, waar gesproken wordt over "dat hoeckhuijs van die Cruijme Jacke bij Sassenporte tegenover den putte, daer die seijsenmaker in woent".
Uit het kohier van dit vuurstedenregister, dat diende voor de heffing van het zogenaamde 'schoorstenengeld' (de toenmalige onroerende zaakbelasting van de stad Zwolle), blijkt dat er in 1646 nog niet zo heel veel huizen binnen de Zwolse stadswallen waren gebouwd: welgeteld waren dat er 819 stuks in totaal. In de wijk Sassenstraat stond in 1646 voor het gedeelte 'van de Sassenpoorte langs de koestraat' van dit kohier vermeld: 'Wycher Geerlichs mette brouwerie', die voor vier schoorstenen werd aangeslagen.
In hetzelfde jaar werd door Magistraat en Meente officieel verordonneerd dat voortaan nieuwe katholieke inwoners van de stad niet langer lid konden worden van een gilde. Vanaf 1629 werden de papisten trouwens al niet meer toegelaten tot de schutterskorpsen, en op 22 september 1651 werd door het stadsbestuur een resolutie aangenomen volgens welke uitsluitend nog gereformeerden in enig gilde konden worden toegelaten.
Dit was nog maar een voorbode van de strenge opstelling die het stadsbestuur zou gaan innemen na de Tweede Münsterse Oorlog (van 1672 tot 1674), welke tot verhevigde achterdocht jegens de Roomsen zou leiden.
Gelukkig had de Rooms-katholieke brouwer Wicher Geerlichs echter al op 6 augustus 1644 het burgerrecht verkregen, kort na zijn huwelijk in juni met Beertgen Dulmans, de weduwe van de smid Berent Arents, eigenaresse van het hoekhuis aan de Koestraat. Direct hierna was de oorspronkelijk uit Vorchten afkomstige brouwer toegetreden tot het Bakkers- en Brouwersgilde.

### De brouwerij
Het is Wycher Geerlichs geweest die de voormalige smidse in 1651 uitvoerig liet verbouwen tot bierbrouwerij, en er de naastgelegen mouterij (in het Krommejak) aan toevoegde. Vermoedelijk in dezelfde bouwcampagne werd het hele huis voorzien van een (lage) bovenverdieping, waarna daar weer bovenop een kap met een minder hellend dakvlak is gerealiseerd onder hergebruik van de onderdelen van de oorspronkelijke 15e-eeuwse kap.
Het achterhuis wordt afgesloten door een tuitgevel met tandlijst. De zijgevel aan het Krommejak heeft nog een stenen kruisvenster, geflankeerd door steunberen.
Wycher Geerlichs bevond zich bijna voortdurend in financiële moeilijkheden, was verwikkeld in geschillen over accijns, illegaal tappen, arbeidsloon en geleverde bieren. Op 6 november 1655 zag hij zich gedwongen "sijn huis en were met annexe brouwerij, streckende voor van de strate bijlanges de Cromjacke" voor 1100 goudguldens te verkopen aan Jan van Lingen brouwer en Claesghen Fransen, diens vrouw. In een lijst met rechtbankverslagen lezen we: 'De crediteuren van de boedel van Wicher Geerlichs Brouwer, overleden man van Grietje Ilbinck, over preferentie in de nalatenschap, 1660.'
Jan van Lingen, de nieuwe brouwer, heeft volgens een akte van 3 mei 1667 in het transportregister een apart melthuis in de Krommejakke, aansluitend aan zijn pand in de Koestraat, laten bouwen. Jan van Lingen was hoogstwaarschijnlijk geen geboren Zwollenaar. Misschien was hij afkomstig uit de Duitse plaats Lingen (Ems), waarnaar hij wordt genoemd. In ieder geval verwierf hij pas een half jaar vóór hij het huidige pand Koestraat 33 kocht, het Zwolse burgerrecht (12 mei 1655). Dit burgerrecht was namelijk destijds nodig om een beroep in gildeverband in de stad te mogen uitoefenen. In 1672 werd Zwolle aangevallen en bezet door troepen van Bernard van Galen en Maximiliaan Hendrik (Tweede Münsterse Oorlog). In hetzelfde jaar moet Jan van Lingen overleden zijn, mogelijk ten gevolge hiervan. Zijn weduwe zette de brouwerij nog enkele maanden voort, maar de omstandigheden, oorlog en bezetting, maakten haar pogingen niet erg succesvol.
Jan Janssen van Hamel greep in 1678 zijn kans om de brouwerij die waarschijnlijk jaren stil had gelegen over te nemen. In de akte, waarbij het vaderlijk erfdeel voor Wilhelmina van Hamel werd vastgelegd, wordt als eerste genoemd het huis en brouwerij, genoemd "De Witte Klaverenviere", "zoo bij erffuiterse bewoont wort, met drie ketels en brouwgereedschap".
Dit zijn jaren waarbij het de brouwerij zeer voor de wind gaat. Later zal van Hamel niet alleen de brouwerij nalaten, maar ook een 50% belang in de 'De Grobbenhaere', een katerstede (boerderij) in het kerspel van Wijhe compleet met drie morgens land genaamd de Hoenhorsterbelt.
In 1688 of eerder moet hij overleden zijn. In dat jaar namelijk hertrouwde zijn weduwe Geertruid Hendriks met Hendrik Arents van Rijssen, die de nieuwe eigenaar-brouwer werd.
Samen bestieren zij de brouwerij en zien Wilhelmina van Haemel, dochter uit het vorige huwelijk opgroeien en trouwen met Jacobus Rietberg. Die twee nemen de brouwerij over die dus al sinds 1678 binnen de familie bleef. Als Rietberg overlijdt in 1741 neemt hun schoonzoon de leiding. We komen nu echter langzamerhand in de nieuwe tijd, waarin bijna alle brouwerijen in Nederland verdwijnen. In 1752 wordt het huis bij opbod verkocht.

### Andere brouwerijen in Zwolle
Het register van ontvangst van de accijns op brouwketels, dat over de periode 29 januari tot 11 oktober 1673 bewaard is gebleven, vermeldt in totaal 17 brouwerijen in Zwolle. Er zijn naast de Witte Klavervier nog de volgende andere bekend:
Brouwerij de Witte Leeuw in de Diezerstraat 58 te Zwolle.
De Gouden Kroon aan de Voorstraat. Deze brouwerij was onder andere van Geurt Greve (1634-1680) burgemeester, kerkmeester en bierbrouwer te Zwolle. Hij verwierf de bierbrouwerij door zijn huwelijk in 1665 met Lamberta Holt, weduwe van bierbrouwer Herman van Marle.
In 1692 laat de weduwe van de brouwer Engbert van Steegeren haar Huys, Brouwery en Moutery in Zwolle 'tegen over de Binnen-Blicke' veilen in het Vliegende Paert in de Voorstraet.
Een vermaerde Brouwery de Roose genaemt, staende in de Dieserstraat in de Smeen te Zwolle is 'uyt de hand te koop' in het jaar 1736.
In het jaar 1800 wordt aan de 'meestbiedende verkogt BIER BROUWERY en MOUTERY de Rooije Haan', 'staande in 't best der Stad Zwolle'.
BIER BROUWERIJ en AZIJNMAKERIJ van Deventer & Sander te Zwolle gaat failliet in 1827 en geven een recommandatie aan de brouwer, de Heer J. J. Poppe.
Brouwerij het Schaep aan het Rode Torenplein was sinds 1867 de enige brouwerij in Zwolle. Uit dat jaar bestaat een advertentie voor Beijersch, Cambrinus, Princesse, Nieuwligt, Faro, enz. De naam van de brouwerij is afgeleid van de eigenaar: H.T.J. Schaepman. Men had sinds 1888 de beschikking over speciale ijskelders, om ondergistend bier te kunnen produceren en is toen vermoedelijk overgeschakeld van de productie van bovengistend bier naar ondergistend bier. We komen Het Schaep ook tegen onder de naam Zwolsche Stoom-Bierbrouwerij en IJsfabriek.
De brouwerij werd in 1920 overgenomen door Heineken, waarna de productie werd gestaakt.

## Heden
Anno 2013 is in de Witte Klavervier een kantoor gevestigd.

## Trivia
Voor een paar jaar terug woonde pianist Jan Vayne nog in dit huis. Hij zat vaak tot diep in de nacht piano te spelen, en heeft er diverse cd's opgenomen op zijn Bösendorfer concertvleugel.